# Hans Dulfer
Hans Dulfer (Amsterdam, 28 mei 1940) is een Nederlands saxofonist. Hij speelde met onder anderen Boy Edgar, Clous van Mechelen, John McLaughlin, Willem Breuker, Jan Akkerman, Herman Brood en Saskia Laroo. Hij is de vader van saxofoniste Candy Dulfer.
Dulfer leerde zichzelf saxofoon spelen en is sinds zijn zeventiende beroepsmuzikant, met de tenorsaxofonist Coleman Hawkins als grote voorbeeld. Dulfer was eind jaren vijftig actief in het combo van Clous van Mechelen. Later speelde hij in Heavy Soul Inc. (met onder anderen gitarist John McLaughlin); Ritmo Natural (de voormalige ritmesectie van Max Woiski jr.);Theo Loevendie Consort; Reflud (een anagram van 'Dulfer'); De Perikels en Future Groove Express. Aan het eind van de jaren negentig had Dulfer veel succes in Japan; voor zijn single 'Streetbeats' kreeg Dulfer er een gouden plaat.

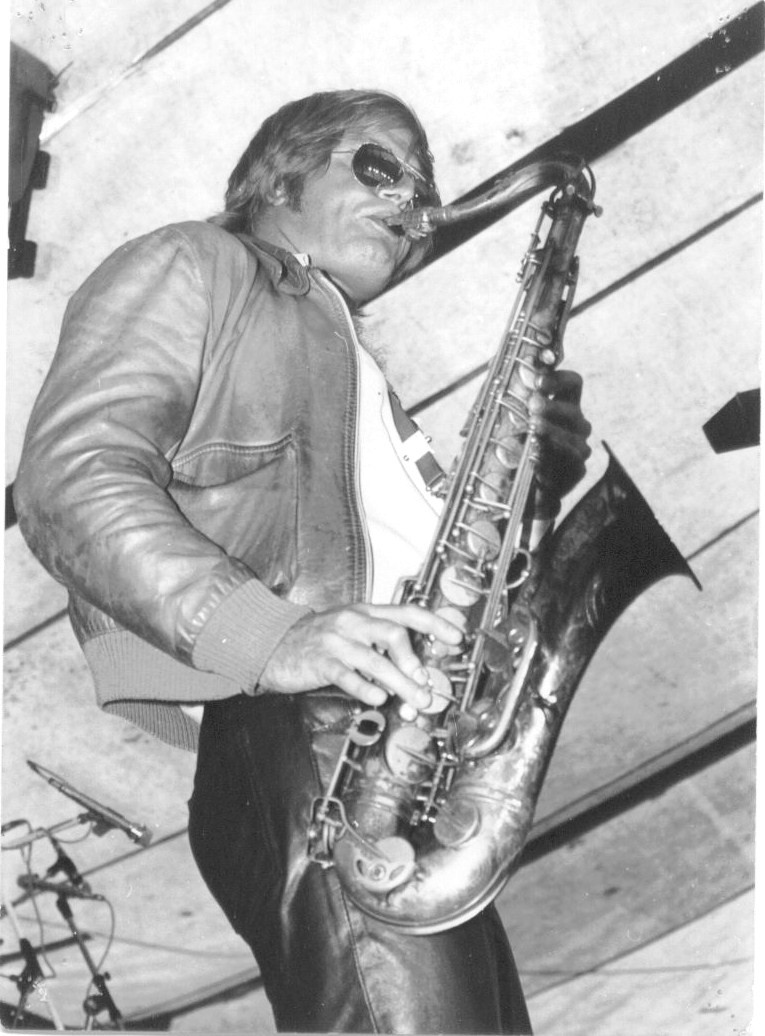
Hans Dulfer in Amsterdam, circa 1975

Dulfer was naast saxofonist autoverkoper, bestuurslid van het Bimhuis, columnist van Muziekkrant OOR en radiopresentator. Zijn columns werden gebundeld onder de titel Jazz in China (1980). In 1990 was hij directeur van Paradiso. Van 2001 tot juni 2007 had Dulfer een wekelijks jazzprogramma op BNR Nieuwsradio. Met dochter Candy heeft hij ook een gastrol op het album Some Love (2001) van Soulvation.  In april 2006 bracht hij zijn muziek als eerste uit op USB-stick. Hij veroorzaakte opschudding in de muziekwereld door te verklaren het downloaden van zijn muziek toe te juichen. Zijn verklaring: aan cd's verdienen alleen de platenmaatschappijen, niet de muzikanten. Laat iedereen dus maar downloaden en concerten bezoeken, want daar kan een artiest wel aan verdienen. Hij deed deze controversiële uitspraken op de opinieweblog van XS4ALL en in diverse kranten en televisieprogramma's.
Dulfer won in 1969 de Wessel Ilckenprijs. Als autoverkoper won hij tweemaal de GM Car Seller Award. In 1993 ontving hij de Bird Award van het North Sea Jazz Festival, en in 2002 werd hij Ridder in de Orde van de Nederlandse Leeuw. Hij trad tientallen jaren elke woensdagavond op in jazzcafé Alto in Amsterdam. Tegenwoordig treedt hij elke woensdagavond, samen met zijn band, op in The Bulldog Palace op het Leidseplein in Amsterdam. Sinds begin 2013 maakt hij een wekelijks jazz-radioprogramma op de Concertzender. Op 28 mei 2015, zijn 75e verjaardag, ontving hij de Andreaspenning.

## Solo discografie
- Big Boy (1994)
- Hyperbeat (1995)
- Dig! (1996)
- Skin Deep (1998)
- Papa's Got A Brand New Sax - Live In Japan (1999)
- El Saxofon Part II (2000)
- Dulfer / Dulfer (2002, duoplaat met Candy Dulfer)
- Scissors (2003, met handieMan)